# Richards Paradox
Richards Paradox ist eine semantische Antinomie der Mengenlehre und der natürlichen Sprache, die zuerst vom französischen Mathematiker Jules Richard im Jahr 1905 beschrieben wurde. Das Paradoxon wird normalerweise verwendet, um die Wichtigkeit einer sorgfältigen Unterscheidung zwischen Mathematik und Metamathematik zu motivieren. Kurt Gödel zitierte Richards Antinomie als semantisches Analogon zu seinem Unvollständigkeitssatz.

## Beschreibung
Die ursprüngliche Aussage des Paradoxons, die Richard (1905) zu verdanken ist, beruht auf einem Argument ähnlich der Cantor-Diagonalisierung. Das Paradox beginnt mit der Beobachtung, dass bestimmte Ausdrücke der natürlichen Sprache eindeutig reelle Zahlen definieren, während andere Ausdrücke der natürlichen Sprache dies nicht tun. Der Ausdruck „die reelle Zahl, deren ganzzahliger Teil 17 ist und deren n-te Dezimalstelle 0 ist, wenn ‚n‘ gerade ist, und 1, wenn ‚n‘ ungerade ist“ definiert eindeutig die reelle Zahl 17,1010101… = 1693/99. Dagegen definiert der Ausdruck „die Hauptstadt von Bayern“ keine reelle Zahl, ebenso wenig der Ausdruck „die kleinste positive ganze Zahl, die nicht in unter sechzig Buchstaben definiert werden kann“ (siehe Berry-Paradoxon).
Somit gibt es eine unendliche Liste von sprachlichen Ausdrücken, die reelle Zahlen eindeutig definieren. Wir ordnen diese Liste der Ausdrücke zuerst mit zunehmender Länge an und ordnen dann alle Ausdrücke gleicher Länge in lexikographischer Ordnung, etwa in der Wörterbuchreihenfolge, so dass die Reihenfolge kanonisch ist. Dies ergibt eine unendliche Liste entsprechender reeller Zahlen r1, r2, …, wobei rn die reelle Zahl ist, die von dem Ausdruck definiert wird, der an n-ter Stelle der Liste steht. Nun können wir eine neue reelle Zahl r definieren mit ganzzahligem Teil 0 und n-ter Dezimalstelle 1, wenn die n-te Dezimalstelle von rn ungleich 1 ist, oder 2, wenn die n-te Dezimalstelle von rn gleich 1 ist.
Der vorhergehende Absatz ist aber ein sprachlicher Ausdruck, der eine reelle Zahl, nämlich r, eindeutig definiert. Daher muss r eine der Zahlen rn sein. r wurde jedoch so konstruiert, dass es keinem der rn entsprechen kann. Daher ist r eine undefinierbare Zahl. Das ist der paradoxe Widerspruch.

## Analyse und Beziehung zur Metamathematik
Richards Paradoxon führt zu einem Widerspruch. Die vorgeschlagene Definition der neuen reellen Zahl r enthält eindeutig eine endliche Folge von Zeichen und scheint daher zunächst die Definition einer reellen Zahl zu sein. Die Definition bezieht sich jedoch auf die Definierbarkeit der natürlichen Sprache. Wenn man feststellen könnte, welche sprachlichen Ausdrücke tatsächlich eine reelle Zahl definieren und welche nicht, dann würde das Paradox durchgehen. Die Lösung von Richards Paradoxon ist daher, dass es keinen Weg gibt, eindeutig zu bestimmen, welche Ausdrücke Definitionen von reellen Zahlen sind. Das heißt, es gibt keine Möglichkeit, in einer endlichen Anzahl von Wörtern zu beschreiben, wie zu bestimmen ist, ob ein willkürlicher deutscher Ausdruck eine Definition einer reellen Zahl ist. Dies ist nicht überraschend, da die Fähigkeit, diese Bestimmung zu treffen, die Lösung des Halteproblems implizieren würde und es erlaubte, andere nicht-algorithmische Berechnungen durchzuführen, die in natürlicher Sprache beschrieben werden können.
Ein ähnliches Phänomen tritt bei formalisierten Theorien auf, die auf ihre eigene Syntax verweisen können, wie die Zermelo-Fraenkel-Mengenlehre (ZFC). Angenommen, eine Formel φ(x) definiert eine reelle Zahl, wenn es genau eine reelle Zahl r gibt, so dass φ(r) gilt. Dann ist es nicht möglich, mit ZFC die Menge aller (Gödel-Nummern von) Formeln zu definieren, die reelle Zahlen definieren. Wenn es möglich wäre, diese Menge zu definieren, wäre es möglich, darüber zu diagonalisieren, um eine neue Definition einer reellen Zahl zu erzeugen, die dem oben beschriebenen Paradox entspricht. Dabei ist zu beachten, dass die Menge der Formeln, die reelle Zahlen definieren, in ZFC als Menge F existieren kann. Die Einschränkung von ZFC besteht darin, dass es keine Formel gibt, die F ohne Bezug auf andere Mengen definiert. Dies steht im Zusammenhang mit Tarskis Undefinierbarkeitssatz.
Das Beispiel von ZFC veranschaulicht die Wichtigkeit, die Metamathematik eines formalen Systems von den Aussagen des formalen Systems selbst zu unterscheiden. Die Eigenschaft D(φ), mit der eine Formel φ von ZFC eine eindeutige reelle Zahl definiert, kann von ZFC nicht selbst ausgedrückt werden, sondern muss als Teil der zur Formalisierung von ZFC verwendeten Metatheorie betrachtet werden. Aus dieser Sicht resultiert Richards Paradoxon aus dem Fehler, eine Definition in einer Metatheorie so zu behandeln, als könnte sie in der Theorie selbst definiert werden.